# ヴィシヴァンカ

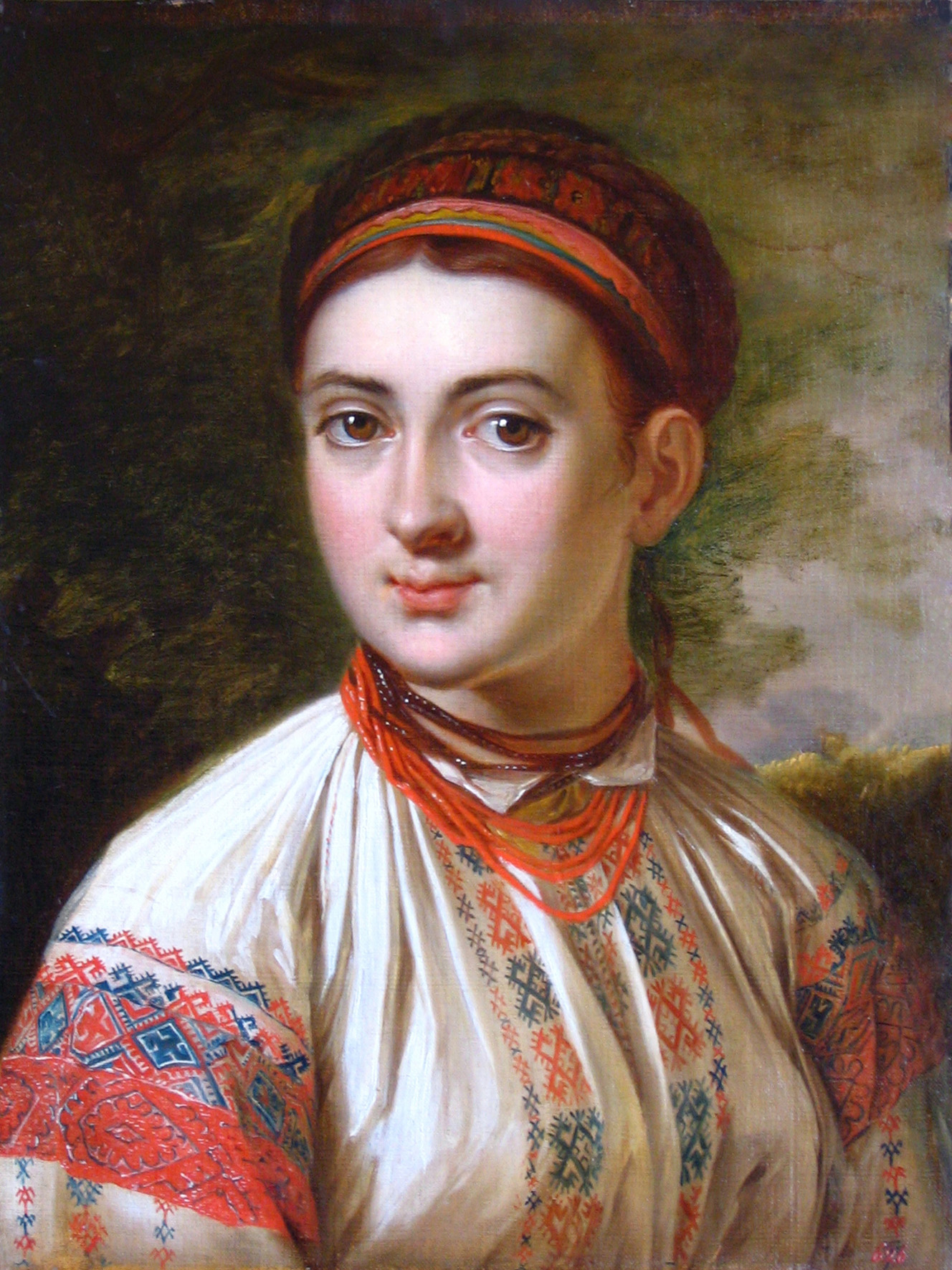
ヴィシヴァンカを着用した女性のポートレート

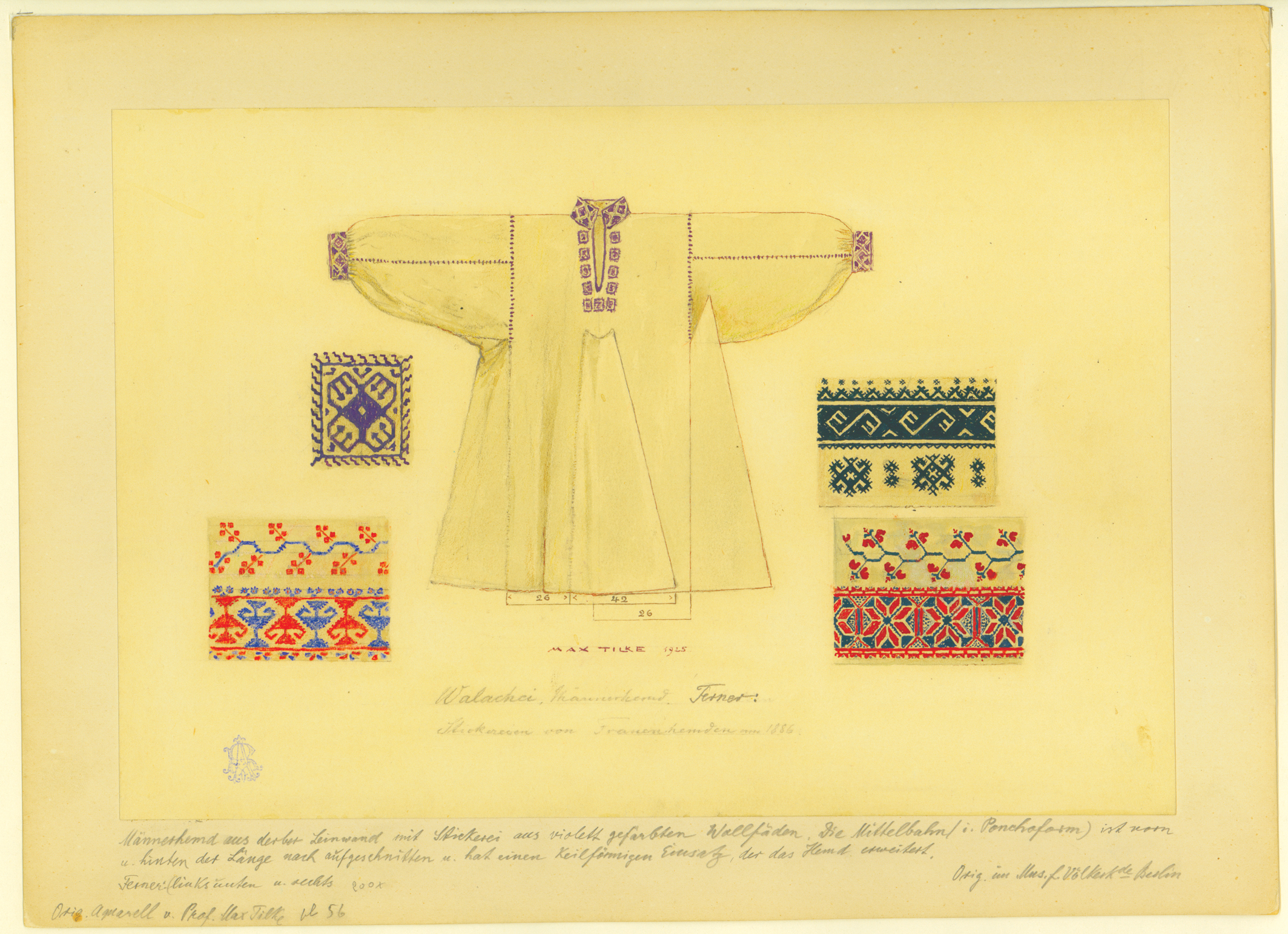
ヴィシヴァンカの構造

ヴィシヴァンカ（ウクライナ語: вишива́нка [ʋɪʃɪˈʋanka] または виши́ванка [ʋɪˈʃɪʋanka]）はウクライナ語の俗称で、刺繡を施した民族衣装のシャツまたはブラウスを指す。ウクライナ刺繡が特徴である。

## 歴史

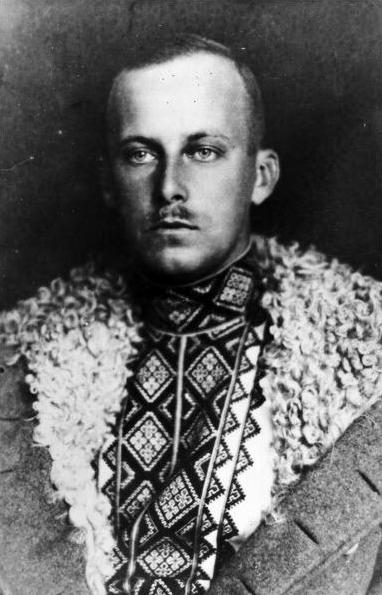
ヴィシヴァンカを着たヴィルヘルム大公

ヴィシヴァンカには、着用者を守る魔除けという側面があると語り伝えられ、衣服の首周り、袖口、肩口、縁などは邪気が体に入り込む弱点とされており、刺繡はそれらの箇所に施される。
オーストリア＝ハンガリー帝国のヴィルヘルム大公はウクライナを愛し、ヴィシヴァンカを好んで着用したことからウクライナ人の間で「刺繡のバジル」（ウクライナ語: Василь Вишиваний, 英: Basil the Embroidered）と呼ばれた。ウクライナのリヴィウにあるヴィシヴァノホ広場は大公に献名された。

## 祝祭
5月の第3木曜日は「ヴィシヴァンカの日」と呼ばれ、宗教、言語、住む場所に関わらず世界中の全てのウクライナ人の結束を示す祝祭の日。多くのウクライナ人がヴィシヴァンカを着用して、祖国のアイデンティティと結束という理念を称え愛国心を示す。フラッシュモブに類するため公休にはならない。

## ハイファッション
2015年のパリ・コレクションにおいて、ウクライナ人ファッションデザイナーのヴィタ・キンがモダン・ボヘミアン・スタイルとしてデザインしたヴィシヴァンカを『ヴォーグ』や『ハーパーズ バザー』が取り上げ、アンナ・デッロ・ルッソ、ミロスラヴァ・デュマ、リアンドラ・メディーンなどのファッションアイコンたちを魅了した。
『ヴォーグ』5月号がヴィシヴァンカが「はるか東欧から波を起こした」と書けば、『ロンドン・タイムズ』は「この夏（2016年）いちばんの流行の服」と取り上げ、『ニューヨーク・タイムズ』も後を追うように「この夏最高の」ファッションアイテムを手に入れるよう読者に勧めた。2016年、フランスの女優メラニー・ティエリーとオランダ王妃マクシマ・ソレギエタはそれぞれヴィシヴァンカのドレスを身に着けて正装の場に臨み、前者は第69回カンヌ国際映画祭に、後者は2016年リオデジャネイロオリンピックに出席した。

## ギャラリー
- 民族衣装を身に着けたカナダのウクライナ移民、1911年。
- ヴィシヴァンカと伝統の花冠「ヴィノク」を身に着けた農民の女性（1916年の絵葉書）
- ヴィシヴァンカ・パレードの参加者。現代ウクライナの人気イベント
- 肩の刺繍と袖付けが特徴のブコビナ様式